# Маркина, Марфа Петровна
Марфа Петровна Маркина (19 января 1920, село Большая Аря, Лукояновский район, Нижегородская область, Советская Россия — 1 мая 2002, село Большая Аря, Лукояновский район, Нижегородская область, Россия) — советская колхозница, Герой Социалистического Труда (1949).

## Биография
Родилась 19 января 1920 года в крестьянской семье в селе Большая Аря Лукояновского района Нижегородской области.
Работала в колхозе «Путь к социализму» (позднее назывался как «Большеарский»). Во время Великой Отечественной войны возглавила полеводческое звено.
В 1948 году звено Марфы Маркиной собрало по 15,6 центнеров конопли с участка площадью 2 гектара. За этот доблестный труд Марфа Маркина была удостоена в 1949 году звания Героя Социалистического Труда.
Закончила трёхгодичную сельскохозяйственную школу, после чего работала в колхозе главным агрономом. Позднее была назначена бригадиром полеводческой бригады, которую вывела из отстающих в передовые. Кроме производственной, занималась общественной деятельностью. Неоднократно избиралась депутатом Большеарского сельского совета народных депутатов. С 1958 года по 1962 год была депутатом Верховного Совета СССР 5-го созыва.
Скончалась 1 мая 2002 года и была похоронена на сельском кладбище села Большая Аря.

## Награды
- Герой Социалистического Труда — Указом Президиума Верховного Совета от 9 апреля 1949 года за получение высокого сбора конопли.
- Орден Ленина (1949).
- Медаль «За трудовое отличие» — награждена 12 марта 1958 года.